# マンスール・ビン・ザーイド・アール・ナヒヤーン
マンスール・ビン・ザーイド・アール・ナヒヤーンMansour bin Zayed Al Nahyanは、アラブ首長国連邦UAEの王族・政治家・実業家であり、特に世界的なサッカークラブ「マンチェスター・シティ」のオーナーとしても有名です。
基本情報
- 全名シェイク・マンスール・ビン・ザーイド・アール・ナヒヤーンSheikh Mansour bin Zayed Al Nahyan
- 生年月日1970年11月20日現在 54歳
- 出身アブダビ、UAE
- 出身家アール・ナヒヤーン家アブダビ首長国を支配する王族
- 父親ザーイド・ビン・スルターン・アール・ナヒヤーンUAE建国の父で初代大統領
- 異母兄弟ムハンマド・ビン・ザーイド現UAE大統領兼アブダビ首長

🏛 政治キャリア
- 副首相UAE
- 大統領府大臣
- アブダビ投資評議会の会長
- UAE国内の財政・石油・投資政策に深く関わる政治家です。

💼 経済活動・ビジネス
マンスールは政治家としてだけでなく、巨大な資産を運用するビジネスマンでもあります。彼が関与している主な事業体には以下があります。
- アブダビ投資庁ADIA世界最大級の政府系ファンド
- ムバダラ開発会社UAEの多角的産業開発企業
- IPIC国際石油投資会社石油・ガス分野の投資
- First Abu Dhabi BankUAE最大級の銀行の1つ

⚽ サッカーとスポーツ
✅ マンチェスター・シティのオーナー
- クラブ取得2008年、英プレミアリーグの「マンチェスター・シティFC」を買収。
- クラブ運営母体City Football Group (CFG) を設立し、世界中のクラブ例ニューヨーク・シティFC、メルボルン・シティFC、横浜F・マリノス などを保有。
- この戦略により、マンチェスター・シティは近年、イングランド・ヨーロッパで数々のタイトルを獲得し、世界的なビッグクラブと成長しました。

💰 資産
- 正確な数字は非公開ですが、数十億ドル規模の資産を持つとされ、フォーブスなどでは世界で最も裕福な王族の一人とされています。

🧬 プライベート
- 結婚アミーラ・ビント・ナーヤンと結婚
- 子ども複数人
- 公の場に出ることは比較的少なく、プライベートを大切にしているとされます。

🌍 国際的影響力
- サッカーを通じた「ソフトパワー戦略」を活用し、UAEの国際的イメージ向上にも貢献。
- 経済とスポーツ、外交を結びつけた国家ブランディングにおいて中心的な役割を担っている人物です。